# Ceratocarpus
Ceratocarpus là chi thực vật có hoa trong họ Amaranthaceae.